# Adoration Camaldoli
L'Adoration Camaldoli – en italien Adorazione del Bambino con san Giovanni Battista, san Romualdo e Trinità – est un tableau du peintre italien Fra Filippo Lippi réalisé vers 1463. Cette tempera sur bois représente l'adoration de l'Enfant Jésus par la Vierge Marie sous l'égide de la Sainte Trinité et en présence du jeune Jean le Baptiste ainsi que de saint Romuald de Ravenne. L'œuvre est conservée au musée des Offices, à Florence.